# Усесвітнє есперантське об'єднання
Усесвітнє есперантське об'єднання (Universala Esperanto-Asocio, UEA) — найбільша міжнародна організація есперантистів, члени якої мешкають у 121 країні.

## Загальні відомості
УЕО працює на поширення есперанто, але також дискутує про всесвітню мовну проблему і звертає увагу на необхідність рівності між мовами. В офіційних стосунках з ООН та ЮНЕСКО.
УЕО має також консультативний статус при: Економічній і соціальній раді ООН, Дитячий фонд ООН, Раді Європи, Організації Американських Держав і Міжнародній Організації по Стандартизації.
1954 року УЕО ініціювала Резолюцію ЮНЕСКО про есперанто. За свідченням Іво Лапенни, голови Асоціації, 16 тис. дітей на той час вже вивчали есперанто в 600 школах, 32 країн.
Штаб-квартира Асоціації міститься в місті Роттердам, Нідерланди. До складу комітету УЕО входить українець Євген Ковтонюк.

## Структура та дочірні підрозділи

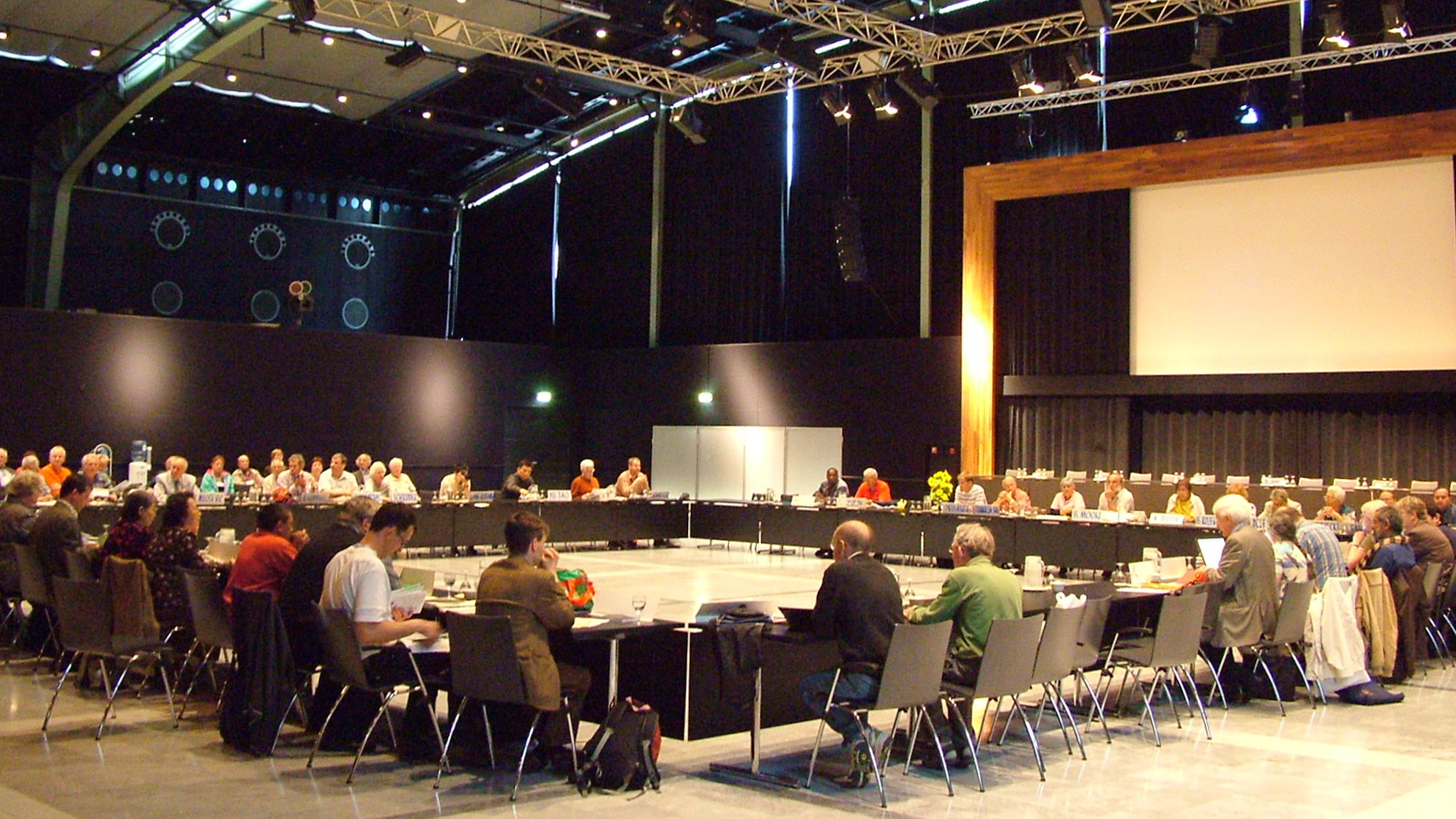
Комітато — найвищий орган УЕО, зібрався 2008 року на Всесвітньому конгресі есперанто

Згідно зі своїм статутом 1980 року (Statuto de УЕО), Всесвітня есперанто асоціація має два види членства:
- Безпосередньо вступити в асоціацію може окремий учасник; для цього необхідно внести певну плату в штаб-квартирі в Роттердамі або ж генеральному представнику у своїй країні. Такі учасники отримують щорічник УЕО, і їм надається певний вид послуг від УЕО.
- Asociaj membroj — це ті члени організації, які вже приєдналися до УЕО. Це може бути національна або спеціалізована організація. Такі учасники займаються роботою відповідних організацій.

Вищий орган УЕО — комітет (Komitato), куди учасники komitatanoj  обираються трьома різними способами:
- Кожна національна організація висуває в комітет одного члена, плюс ще одного на кожні 1000 національних членів. Більшість міжнародних організацій мають тільки одного керівника.
- На 1000 окремих членів самі члени можуть вибрати одного представника в комітет.
- Дві попередні групи самостійно обирають більше кандидатів, майже одну третину з їх загальної кількості.

Комітет (Komitato) обирають правління Estraro. Estraro призначає генерального директора, а іноді ще й його замісника. Генеральний директор і його адміністрація знаходяться в головному офісі УЕО, «Oficejo de УЕО» в Роттердамі.
Окремий учасник може стати delegito — делегатом. Це означає, що він служить місцевою контактною особою для членів есперанто та УЄА у своєму місті. Глава делегації (Ĉefdelegito) — це особа яка встановлюється головним офісом УЕО, але із завданням стягувати членські внески в своїй країні.

## Цілі й завдання
УЕО працює не тільки для поширення есперанто, але і для розвитку дискусії про всесвітню мовну проблему, а також закликає звернути увагу на необхідність рівності мов. Її Статут містить наступні чотири цілі:
- поширювати використання міжнародної мови есперанто;
- діяти для розв'язання мовної проблеми в міжнародних відносинах і полегшення міжнародних контактів;
- полегшити будь-які духовні та матеріальні взаємини між людьми, попри різні нації, раси, стать, релігію, політику або мови;
- розвивати серед своїх членів сильне почуття солідарності, розуміння і повагу до інших народів.

Особливою турботою УЕО є розвиток есперанто в країнах і регіонах світу, де ще не існує самостійного есперанто-руху, встановлення контактів активних есперантистів з цих країн зі всесвітнім есперанто-рухом. Крім того, УЕО вже довгий час представляє есперанто-рух в міжнародних організаціях, таких як ООН, ЮНЕСКО, Рада Європи та ін.
УЕО являє собою велике видавництво, основний розповсюджувач есперанто-книг поштою, постійний секретаріат і інформаційний центр. УЕО має велику бібліотекою, а мережа її активістів є найбільшою і інтернаціональною у всьому есперанто-русі. УЕО щорічно проводить Всесвітній конгрес есперантистів (есп. Universala Kongreso).

## Національні організації

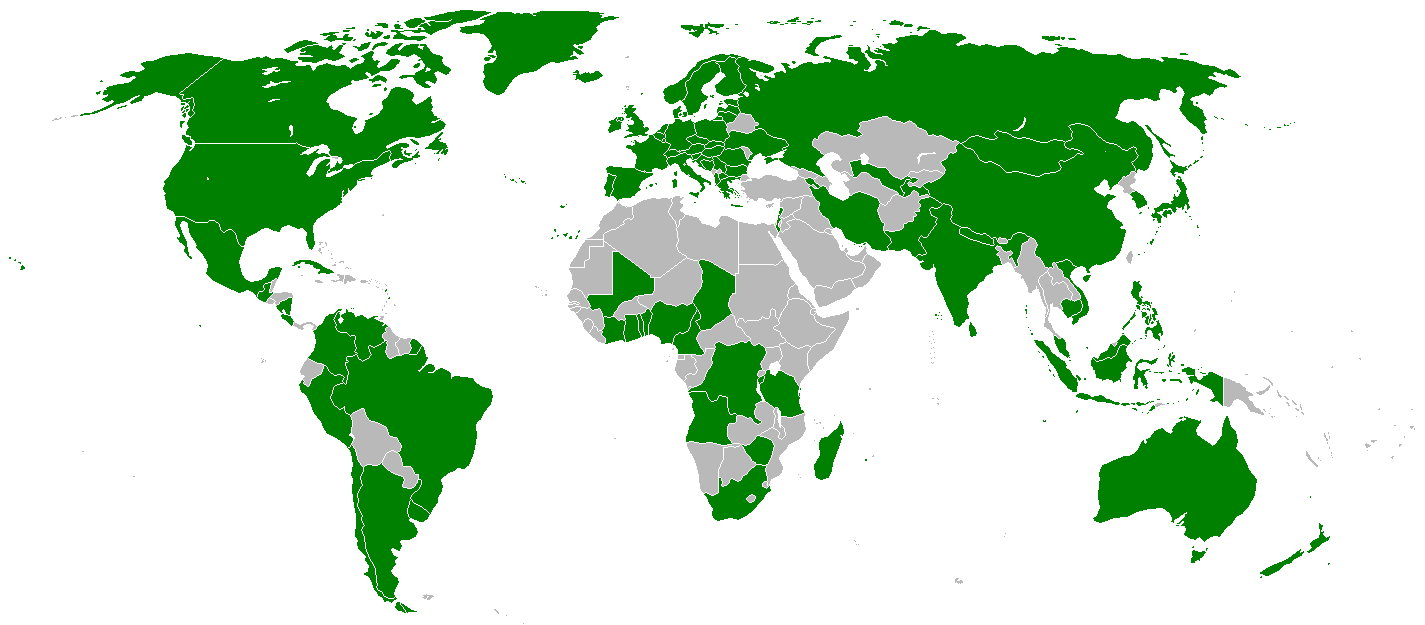
Національні організації есперанто, зеленим кольором — ті, що приєдналися до УЕО

Перша національна організація есперанто була заснована 1898 року у Франції, спочатку як потенційна міжнародна асоціація. 1903 року заснована друга — у Швейцарії. Протягом декількох років виникло багато національних організацій, які нині існують. З 1933/1934 вони посилають своїх представників до комітету УЕО (свого роду парламент), що робить його федерацією національних організацій. Спочатку цей союз в есперанто мав переважно назву як національних товариств (Naciaj Societoj), а з 1933 року — асоціації країн (Landaj Asocioj).
Коли УЕО вперше прийняв до свого складу національні організації в 1933/1934 роках, від них вимагалося:
- мати щонайменше 100 національних членів;
- бути «впорядкованою та організованою»;
- бути нейтральним, тобто не мати політичних чи релігійних цілей, і бути відкритим для всіх громадян країни[6].